# أليساندرو فراو
أليساندرو فراو (بالإيطالية: Alessandro Frau)‏ هو لاعب كرة قدم إيطالي في مركز الهجوم، ولد في 2 أبريل 1977 في بورتو توريس في إيطاليا. شارك مع منتخب إيطاليا تحت 21 سنة لكرة القدم. أما مع النوادي، فقد لعب مع إنتر ميلان وفيتربيسي 1908 ونادي أفيلينو ونادي باليرمو ونادي بيزا ونادي بيستويسي ونادي روما.